# Musée archéologique et ethnographique de Moknine
Le musée archéologique et ethnographique de Moknine (arabe : المتحف الأثري بالمكنين) est un musée tunisien situé dans la ville de Moknine. Inauguré en 2007, il est à la fois un musée archéologique et ethnographique.
Le musée reflète bien le passé millénaire de la ville par l'exposition de plusieurs pièces archéologiques qui remontent au IIIe siècle av. J.-C. et qui témoignent d'une présence punique dans cette région.
Le musée, de par son caractère ethnographique, présente aussi les mœurs et les coutumes des Mokninois en exposant leurs habits traditionnels, leurs bijoux et leur artisanat qui est représenté essentiellement par les ateliers de céramique et de bijouterie.
Parmi les pièces remarquables du musée figurent :
- une mosaïque de l'aurige ;
- un bol à inscription en lettres néo-puniques ;
- un bol au guerrier[1] ;
- une collection d'objets en bronze datant du Ve siècle ;
- une inscription commémorant la construction de la mosquée de Sidi Abou Abana par le sultan hafside Abû `Abd Allah Muhammad al-Mustansir ;
- l'atelier de bijouterie de Haim Roubine Malih ;
- des habits traditionnels de la mariée.